# Philadelphia Olando
Philadelphia Olando (18 de fevereiro de 1990) é uma jogadora de rugby sevens queniana.

## Carreira
Philadelphia Olando integrou o elenco da Seleção Queniana Feminina de Rugbi de Sevens, na Rio 2016, que foi 11º colocada.